# Essayez donc nos pédalos
Essayez donc nos pédalos est une comédie musicale d'Alain Marcel sur le thème de l'homosexualité et de la transidentité, créée en 1979.

## Histoire
À la suite du succès de La Cage aux folles, dont le public homosexuel juge le propos caricatural et partiel, Alain Marcel se lance dans l'écriture d'Essayez donc nos pédalos. Son ambition est de montrer les relations des hommes entre eux, les interrogations et les souffrances. Il y inclut en ouverture Nous les tantes, écrit en 1978 pour amuser ses amis. 
La première a lieu au Festival Off d'Avignon, avant d'être repris à la Cour des miracles et au théâtre Fontaine à Paris, puis au Québec, en Belgique et en Suisse pour un total de 416 représentations.
Le spectacle est co-écrit et interprété avec Jean-Paul Muel et Michel Dussarrat sur une chorégraphie de Tonie Marshall,. À la fin du spectacle, les trois comédiens vendent en tutus des 45 tours du spectacle.

## Thématiques
La pièce se veut une représentation intime des mécanismes internes à la communauté homosexuelle ; elle montre notamment les rapports de pouvoir qui peuvent y exister, la valorisation de la jeunesse et de la beauté, mais aussi de l'argent. Alain Marcel remarque en 2008 que ce qui était vrai en 1979 l'est encore à ce moment.
La chanson Nous les tantes permet une prise de parole collective, sortant l'homosexualité du champ purement individuel pour entrer dans celui du politique.
Essayez donc nos pédalos est aussi un essai sur l'identité folle qui utilise une esthétique camp pour tenir un propos provoquant qui part des marges. 
Outre l'homosexualité, la pièce parle de la transidentité, avec deux femmes trans qui se disputent sur l'opportunité ou pas de faire une vaginoplastie.

## Album
| A1 | Michel Dussarrat, Alain Marcel, Jean-Paul Muel | Nous Revoilà         |
| A2 | Michel Dussarrat                               | Jours De Peine       |
| A3 | Alain Marcel                                   | Saint-Germain        |
| A4 | Michel Dussarrat, Alain Marcel, Jean-Paul Muel | La Drague            |
| A5 | Alain Marcel                                   | Le Paumé             |
| A6 | Michel Dussarrat, Alain Marcel, Jean-Paul Muel | Les Petites Annonces |
| B1 | Jean-Paul Muel                                 | Les Quatre Saisons   |
| B2 | Alain Marcel                                   | À Pantin             |
| B3 | Alain Marcel, Michel Dussarrat                 | Maman                |
| B4 | Michel Dussarrat                               | Marrakech            |
| B5 | Michel Dussarra                                | Outrage Aux Mœurs    |
| B6 | Michel Dussarrat, Alain Marcel, Jean-Paul Muel | Nous Les Tantes      |

## Réception
La critique Colette Godard, contemporaine de la pièce, trouve que le spectacle verse dans l'autocaricature, permettant aux hétérosexuels de voir l'homosexualité « comme s'ils visitaient un zoo factice ». Elle reproche notamment aux comédiens de ne pas réussir à retourner les rires du public pour en faire autre chose qu'une moquerie, et les compare défavorablement aux Mirabelles.
En revanche, 30 ans plus tard, Philippe Chevilley, journaliste aux Échos, qualifie la pièce de « spectacle culte ».

## Postérité
Essayez donc nos pédalos est adaptée en off-Broadway sous le titre Gay Paree, et jouée jusqu'en mai 1983.  
En 1989, Alain Marcel réédite Essayez donc nos pédalos pour AIDES, et y ajoute deux chansons qui parlent de l'épidémie de sida en France : une romance tragique, Sourire c'est pas mourir, et un titre burlesque sur le préservatif, Sur mon zizi, j'ai un bibi.  
En 2010, Alain Marcel crée Encore un tour de pédalo, sorte de suite à Essayez donc nos pédalos. C'est la réception très enthousiaste qu'il avait reçu lors de l'évènement à AIDES, 20 ans plus tôt, qui le convainc de créer une suite.  
En 2011, la pièce Chantons dans le placard de Michel Heim reprend des extraits d'Essayez donc nos pédalos.  